# 大津郵便局
大津郵便局
（おおづゆうびんきょく）
- 熊本県菊池郡大津町にある郵便局。本記事にて記述する。

（おおつゆうびんきょく）
- 茨城県北茨城市にある郵便局。局番号は06018。
- 広島県三次市にある郵便局。局番号は51482。
- 高知県高知市にある郵便局。局番号は64148。
- 北海道中川郡豊頃町にある郵便局。局番号は91001。

大津簡易郵便局（おおつかんいゆうびんきょく）
- 新潟県長岡市にある簡易郵便局。局番号は12711。
- 静岡県島田市にある簡易郵便局。局番号は23818。

大津郵便局（おおづゆうびんきょく）は熊本県菊池郡大津町にある郵便局。民営化前の分類では集配普通郵便局であった。

## 概要
住所：〒869-1299 熊本県菊池郡大津町大津1173-4

## 沿革
- 1872年10月3日（明治5年9月1日） - 大津郵便取扱所として開設[1]。
- 1875年（明治8年）1月1日 - 大津郵便局（五等）となる。
- 1885年（明治18年）6月1日 - 貯金取扱を開始。
- 1888年（明治21年）6月1日 - 為替取扱を開始。
- 1892年（明治25年）3月1日 - 大津郵便電信局となる。
- 1903年（明治36年）4月1日 - 通信官署官制の施行に伴い大津郵便局となる。
- 1961年（昭和36年）10月1日 - 瀬田郵便局[2]および錦野郵便局から電話交換業務を移管[3]。
- 1966年（昭和41年）9月1日 - 平真城郵便局[4]および護川郵便局[5]から和文電報配達事務を移管。
- 1969年（昭和44年）7月11日 - 電話通話・交換および和文電報受付・配達業務を、熊本大津電報電話局に移管。
- 1989年（平成元年）3月26日 - 護川郵便局の廃止に伴い、取扱事務を承継。
- 1990年（平成2年）2月19日 - 室簡易郵便局の廃止に伴い、取扱事務を承継。
- 1990年（平成2年）9月1日 - 特定郵便局から普通郵便局に局種別改定。
- 1991年（平成3年）9月29日 - 河原郵便局から集配業務の一部[6]を移管。
- 1997年（平成9年）11月30日 - 大津平川郵便局の廃止に伴い、取扱事務を承継。
- 1999年（平成11年） - 外国通貨の両替および旅行小切手の売買に関する業務取扱を開始。
- 2007年（平成19年）10月1日 - 民営化に伴い、併設された郵便事業肥後大津支店に一部業務を移管。
- 2012年（平成24年）10月1日 - 日本郵便株式会社発足に伴い、郵便事業肥後大津支店を大津郵便局に統合。
- 2015年（平成27年）8月23日 - 西原郵便局から「861-24xx」区域の集配業務を移管。

## 取扱内容
- 郵便、印紙、ゆうパック、内容証明
- 貯金、為替、振替、振込、国際送金、国債、投資信託
- 生命保険、バイク自賠責保険、自動車保険
- ゆうちょ銀行ATM
- 「869-12xx」「861-24xx」区域（菊池郡大津町、菊池市（旧旭志村域）、阿蘇郡西原村）の集配業務
- ゆうゆう窓口

## 周辺
- 大津町役場
- おおづ図書館
- 国道57号

## アクセス
- JR豊肥本線 肥後大津駅から徒歩約9分
- 産交バス大津中央停留所下車
- 九州自動車道 熊本ICから北東へ約11km
- 駐車場あり：14台